# Carolina Guerra
Carolina Guerra (30 luglio 1986) è un'attrice, modella e conduttrice televisiva colombiana.

## Filmografia

### Cinema
- Restos (2012)
- La lctora (2012)
- Gallows Hill (2013)

### Televisione
- Montecristo (2007)
- Nuevo rico, nuevo pobre (2007)
- ¡Viva el sueño! (2009)
- La Diosa Coronada (2010)
- El cartel 2 - La guerra total (2010)
- A corazón abierto (2010)
- La Ruta Blanca (2012)
- Da Vinci's Demons (2014)
- Animal Kingdom (2016)

### Show televisivi
- Premios Shock (2008-2011)